# Gewone bermzegge
De gewone bermzegge (Carex spicata) is een overblijvend kruid dat behoort tot de cypergrassenfamilie (Cyperaceae). De soort staat op de Nederlandse Rode lijst van planten als algemeen voorkomend en stabiel of toegenomen. De plant komt van nature voor in Europa, Noordwest-Afrika en West-Azië en is van daaruit verspreid naar het oosten van Noord-Amerika. Het aantal chromosomen is 2n = 58.
De plant wordt 30 - 60 (90) cm hoog en vormt dichte pollen. De scherp driekantige stengels hebben vlakke zijden en zijn 1 - 1,5 mm dik. De geliggroene bladeren zijn 2 – 4 mm breed. Het tongetje is langer dan breed en 4 – 8 mm lang. De onderste bladscheden en wortels zijn paarsbruin.
Gewone bermzegge bloeit in mei en juni. De bloeiwijze is 2 - 3,5 (5) cm lang en heeft 6 - 10, eivormige, 5 – 10 mm lange aren. De aren met vrouwelijke bloemen staan onderaan de bloeiwijze met daarboven de aren met mannelijke bloemen. De onderste aren staan dicht bij de bovenstaande aren. De vrouwelijke bloemen hebben twee stempels. De bruine kafjes hebben een groene middennerf (kiel) en een smalle, vliezige rand. Het 4,5 - 5,5 (6) mm lange, eironde, glanzend groene tot lichtbruine urntje heeft een tweetandige, op de rug gegroefde, 1,5 – 2 mm lange snavel en staat schuin af. De wand van het urntje is in de onderste helft sterk verdikt en gevuld met merg. Het urntje is een soort schutblaadje dat geheel om de vrucht zit.
De vrucht is een lensvormig, 2 – 2,3 mm lang en 2 mm breed nootje.
Gewone bermzegge komt voor op vochtige tot vrij droge, matig voedselrijke grond in bermen, weilanden, op dijken, aan loofbosranden en onder struikgewas.

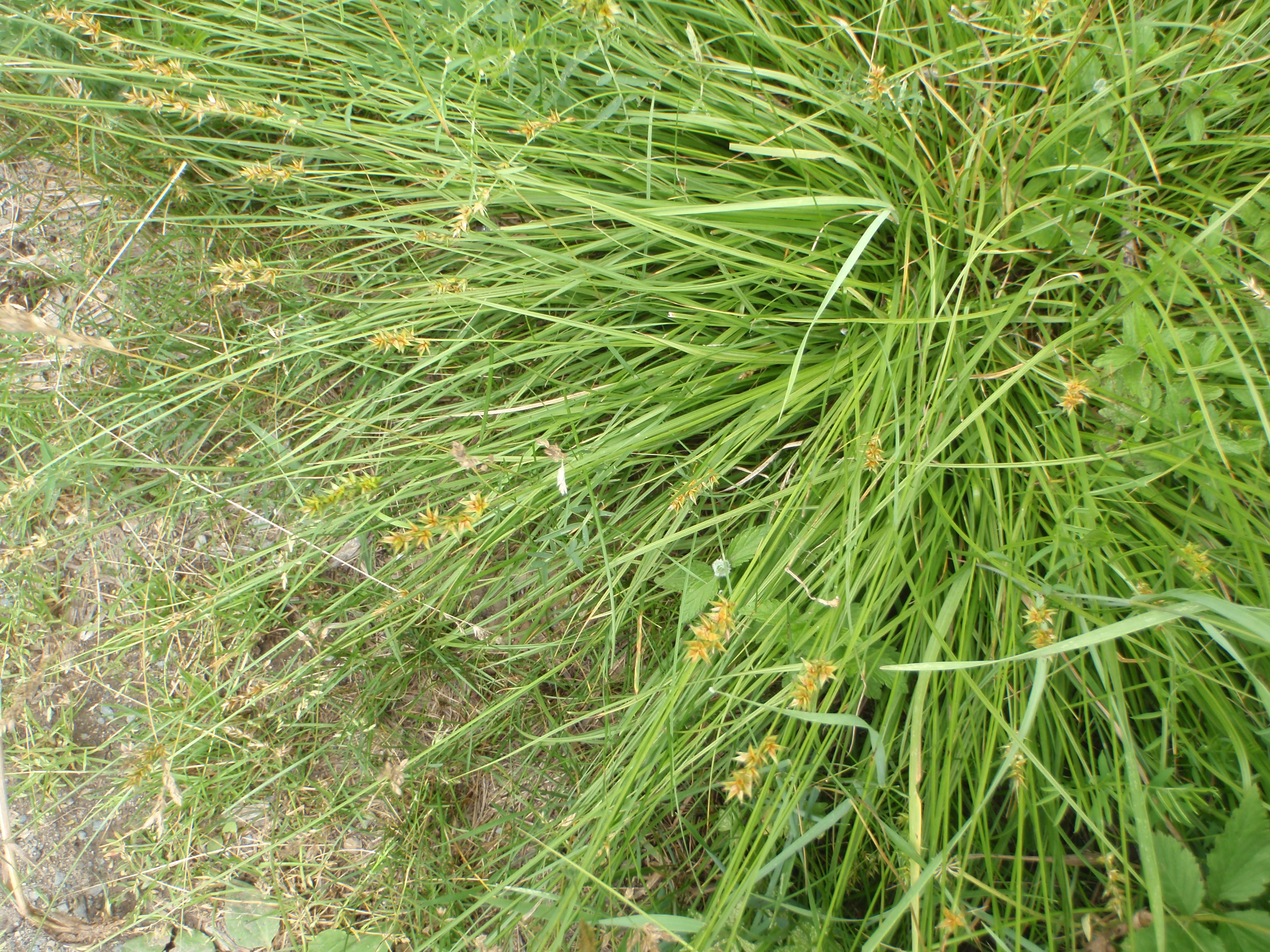
Plant
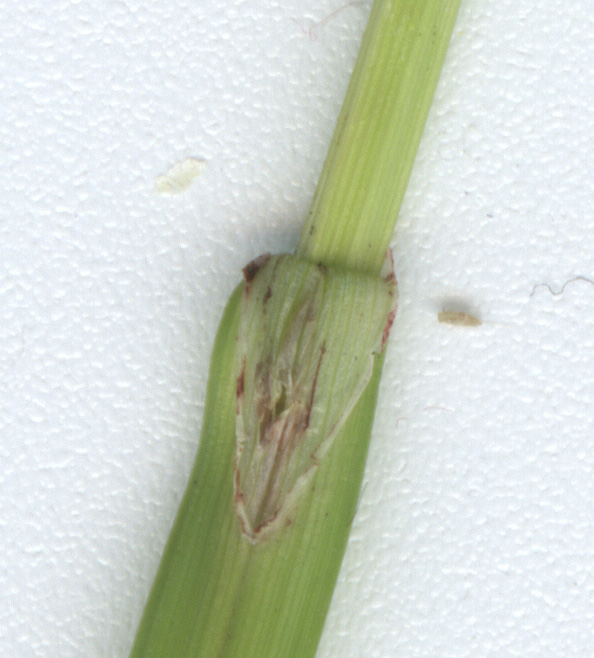
Tongetje
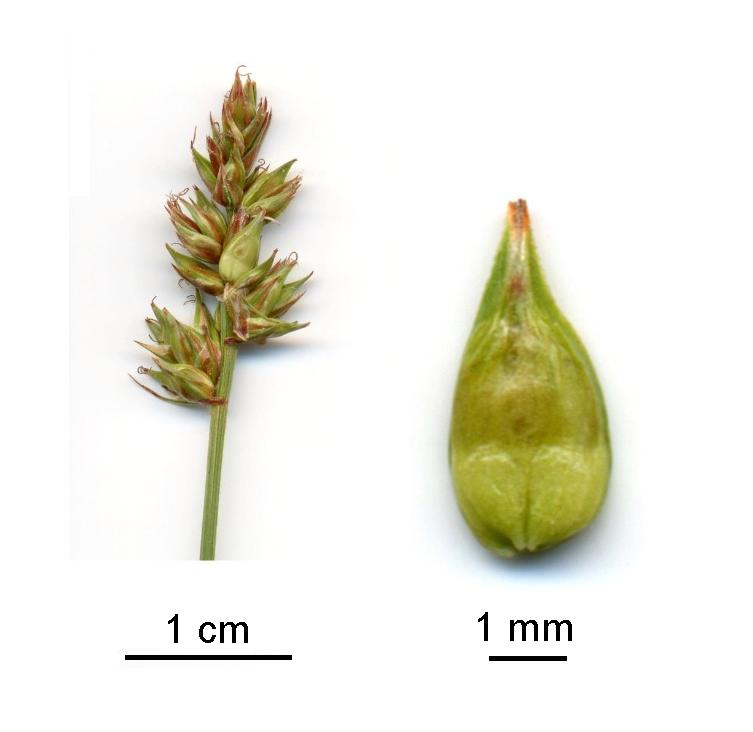
Aar en urntje met afgebroken snavel

## Namen in andere talen
- Duits: Stachel-Segge, Korkfrüchtige Segge
- Engels: Spiked sedge, Prickly sedge
- Frans: Laîche en épi